# Bandeira de Manitoba

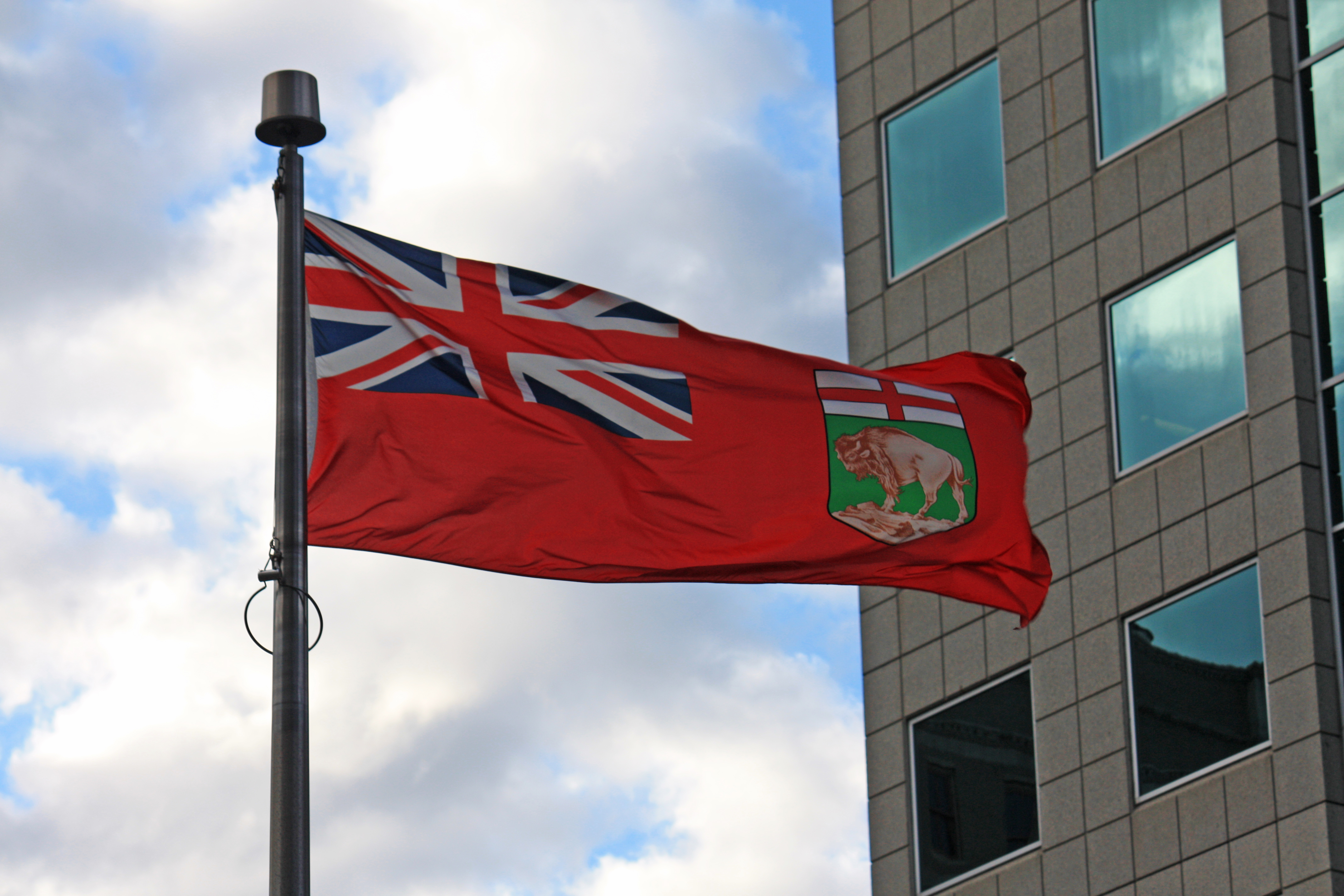
A bandeira de Manitoba tremulando no centro de Winnipeg

A Bndeira de Manitoba é uma variação do Pavilhão Vermelho que tem o brasão de armas da província. Esta bandeira foi aprovada pela Assembléia Legislativa de Manitoba em 11 de maio de 1965. A Rainha Elizabeth II deu permissão para o uso do dispositivo da União em outubro do mesmo ano, e foi oficialmente proclamada em 12 de maio de 1966. A decisão de adotar a bandeira foi feita depois que o governo federal decidiu substituir o Pavilhão Vermelho Canadense com a bandeira do Canadá. 

## Ligções externas
- Ato provincial da Bandeira de Manitoba - incluindo a descrição oficial da bandeira.
- As bandeiras do Canadá - Manitoba